# Teodoro Spanduguinos
Teodoro Spanduguinos (en griego: Θεόδωρος Σπανδούνης, en italiano: Teodoro Spandugino) fue un historiador griego de principios del siglo XVI de noble ascendencia bizantina; hijo de exiliados que huyeron de la conquista otomana de Bizancio y se establecieron en Venecia, Italia. De joven, se alojó con familiares en la Macedonia gobernada por los otomanos y visitó la capital otomana, Constantinopla, donde adquirió conocimiento de su historia y cultura. Posteriormente, sirvió como consejero a sucesivos papas y abogó repetidamente por el envío de una nueva cruzada contra los otomanos. Su principal legado es su historia en italiano sobre los orígenes del estado otomano y su historia hasta ese momento, cuya primera versión se publicó en 1509 en italiano y pronto se tradujo al francés. Spanduguinos continuó trabajando en él, y la versión final apareció en 1538. La obra está desorganizada y contiene errores, pero es extremadamente valiosa como fuente histórica por su riqueza de información.

## Familia y origen
Teodoro Spanduguinos probablemente nació en Venecia, hijo de Mateo Spanduguinos y Eudoxia Cantacuceno. Su padre era un soldado griego que entró al servicio de la República de Venecia como mercenario estradiote, y por hazañas no especificadas fue nombrado conde del Sacro Imperio Romano Germánico y caballero imperial por el emperador Federico III en 1454. También recibió una concesión de tierras alrededor de la ciudad de Lidoriki en Grecia. Esta fue una concesión nominal que se concibió como un gesto de honor, ya que el territorio en cuestión estaba bajo control otomano, pero según el historiador Donald Nicol es posiblemente indicativo del lugar de origen de Mateo y su familia. Por otro lado, tanto Spandounes como otros miembros de la familia que aún permanecían en los Balcanes gobernados por los otomanos afirmaban descender de la propia Constantinopla, mientras que algunos se habían establecido en Venecia ya en la década de 1370. La madre de Teodoro era descendiente de los Cantacuceno, una de las líneas aristocráticas bizantinas tardías más notables , que había producido varios emperadores, así como gobernantes del Despotado de Morea en el Peloponeso. Además de Teodoro, la pareja tuvo al menos dos hijos más: una hija, que se casó con el ciudadano veneciano Miguel Trevisan, y un hijo, Alejandro, que se convirtió en comerciante.
Por su madre, Teodoro tenía parientes entre las poderosas familias cristianas de finales de la era bizantina y principios de la otomana. Su madre era nieta de Jorge Paleólogo Cantacuceno. Jorge era primo de los dos últimos emperadores bizantinos, Juan VIII Paleólogo y Constantino XI Paleólogo, mientras que sus hermanas Irene y Elena se casaron con el déspota serbio Đurađ Branković y el emperador de Trebisonda David, respectivamente. Otra hermana se casó con el rey Jorge VIII de Georgia, y una de las hijas de Jorge, Ana, se casó con Vladislav Hercegović, duque de San Sava.{{ La familia Spanduguinos también tuvo miembros influyentes en los Balcanes otomanos, en particular el acaudalado comerciante Lucas Spanduguinos de Tesalónica, quien, a su muerte en 1481, fue enterrado en una espléndida tumba de estilo italiano (probablemente construida y transportada desde Venecia) en San Demetrio. Aunque Teodoro también tuvo relaciones con Tesalónica, no menciona a Lucas.

## Vida y obra
La madre de Teodoro falleció poco antes de 1490, y su padre lo envió siendo todavía un niño a vivir con su tía abuela, Mara Branković. Mara era hija de Đurađ e Irene, quien había sido tomada como una de las esposas del sultán otomano Murad II. Tras la muerte de Murad en 1451, su hijastro, el sultán Mehmed II, le permitió a Mara retirarse a su finca de Ježevo, donde «mantuvo un enclave privilegiado y protegido de la fe cristiana» (Nicol). Fue en este entorno «exaltado y privilegiado» donde Teodoro se crio, y fue allí donde aprendió a hablar algo de turco y adquirió un conocimiento directo de las costumbres y la historia turcas. En 1503, visitó Constantinopla, la capital otomana, para ayudar a su hermano Alejandro, quien se encontraba en la ruina financiera debido a la recién concluida guerra otomano-veneciana y la confiscación de bienes venecianos por parte de los otomanos. A su llegada, descubrió que su hermano había fallecido entretanto. A partir de 1509, se vio obligado a abandonar Venecia y vivir exiliado en Francia. Fue durante este exilio que compuso el primer borrador de su historia, que dedicó al rey Luis XII. Esta primera versión fue traducida al francés por Balarin de Raconis en 1519 y publicada en una edición moderna en 1896 por C. H. A. Schéfer.
Cristiano devoto, pero no dogmático, Spanduguinos estaba más en sintonía con el humanismo renacentista italiano que con la religión. Consciente de su herencia bizantina imperial, seguía sin ser excesivamente intolerante contra los turcos, pues había vivido entre ellos y los había conocido. No obstante, el principal objetivo de su obra era alertar a la cristiandad occidental sobre la amenaza turca y movilizarla para una cruzada por la liberación de su patria. A pesar de los intentos del siglo XIX de reivindicar a Spanduguinos para el nacionalismo griego, su causa no se limitaba a las tierras de habla griega: Spanduguinos usaba el término «Grecia» para referirse a toda Europa, yuxtapuesto a Asia (quizás evocando la división turca de Rumelia, mayoritariamente cristiana, de Anatolia, predominantemente musulmana), y se consideraba un defensor de toda la Europa cristiana, no simplemente al servicio de una nación en particular. Aunque siguió siendo cristiano ortodoxo, Spanduguinos recurrió a la Iglesia católica en busca de ayuda y sirvió como consejero y confidente de varios papas que defenderían su causa, empezando por León X (1513-1521), para quien preparó el segundo borrador de su obra en 1519. Se peleó con el sucesor de León, el papa Adriano VI, quien no solo no mostró interés en la guerra contra los turcos, sino que también recortó la pensión de su familia, sino que reanudó su cargo bajo Clemente VII (1523-1534) y Pablo III (1534-1549). En 1538 produjo la tercera y última versión de su obra, que presentó (en una traducción al francés) al Delfín francés, el futuro rey Enrique II de Francia. Esta versión fue publicada en Lucca en 1550 y, con muchos errores, en Florencia en 1551, reimpresa en 1654 y formó la base para la primera edición moderna del erudito griego Konstantinos Sathas en 1890.
Spanduguinos parece haber basado su obra en material oral o documental del que disponían él y su familia, así como en «anales turcos» no especificados, pero es imposible determinar cuáles. Cabe destacar que casi no hay referencias a los demás historiadores griegos posteriores a 1453, lo que, como señala Nicol, posiblemente se deba a que sus obras no se difundieron en formato impreso hasta mucho después. Asimismo, hay pocos indicios de que conociera y utilizara los pocos tratados italianos sobre los turcos escritos aproximadamente en la misma época, salvo las obras de Marin Barleti, a quien Spanduguinos menciona por su nombre.